# Temporada 1909-1910 del RCD Espanyol
Dades de la Temporada 1909-1910 del RCD Espanyol.

## Fets Destacats

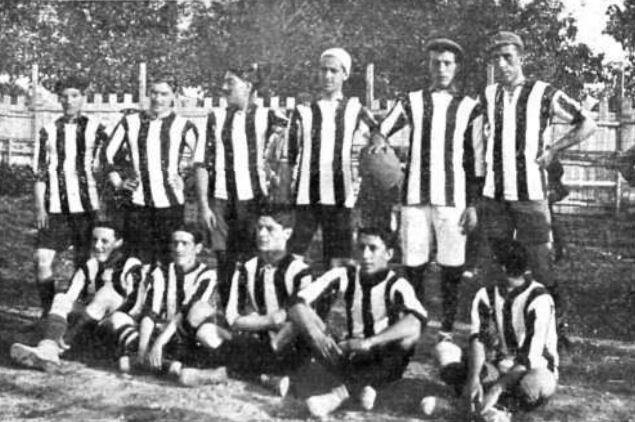
Equip el setembre de 1910.

- 7 de febrer de 1910: Aquesta temporada es disputà una eliminatòria prèvia per classificar un equip per la fase final del Campionat d'Espanya que enfrontà Espanya i Espanyol. En el partit d'anada l'Espanyol guanyà per 9 a 2.[4] El partit de tornada no es disputà, no obstant, finalment ambdós clubs van renunciar a assistir a la Fase Final de Sant Sebastià.
- 20 de febrer de 1910: L'assemblea del club aprova el canvi de colors i de l'escut, adoptant els colors de l'escut de Roger de Llúria a franges blaves i blanques i l'escut amb una rodona vermella amb franges blaves i blanques a l'interior i les lletres C D E.[5]
- 10 de maig de 1910: En partit amistós, RCD Espanyol 4 - Stade Bordelais 0.
- 15 de juny de 1910: En partit amistós, RCD Espanyol 4 - Cardiff Corinthians 2.

## Resultats i Classificació

### Campionat de Catalunya
| Pos | Equip            | PJ | PG | PE | PP | GF | GC | DG  | Pts | Classificació |
| --- | ---------------- | -- | -- | -- | -- | -- | -- | --- | --- | ------------- |
| 1   | FC Barcelona (C) | 12 | 12 | 0  | 0  | 55 | 3  | +52 | 24  | Campió        |
| 2   | CD Espanyol      | 12 | 8  | 1  | 3  | 31 | 9  | +22 | 17  |               |
| 3   | Universitary SC  | 12 | 7  | 1  | 4  | 26 | 14 | +12 | 15  |               |

## Plantilla
| P   | Jugador                 | C. de Catalunya | C. de Catalunya | Prèvia Copa | Prèvia Copa |
| P   | Jugador                 | PJ              | G               | PJ          | G           |
| --- | ----------------------- | --------------- | --------------- | ----------- | ----------- |
| POR | Pere Gibert             | 7               | -5              | 1           | -2          |
| DEF | Santiago Massana        | 7               | -               | 1           | -           |
| DEF | José Irízar             | 6               | -               | 1           | -           |
| DEF | Pere Molins             | 5               | -               | -           | -           |
| DEF | Lluís Reñé              | 2               | -               | -           | -           |
| DEF | Joaquim Carril          | 1               | -               | -           | -           |
| DEF | Vidal                   | 1               | -               | 1           | -           |
| DEF | Cèsar Torras            | -               | -               | -           | -           |
| MIG | Emili Sampere           | 7               | 1               | 1           | -           |
| MIG | Josep Quirante          | 2               | -               | -           | -           |
| MIG | Manuel del Castillo     | 2               | -               | -           | -           |
| MIG | Josep Maria Soler       | 2               | -               | -           | -           |
| MIG | Francisco Larrañaga     | 1               | -               | -           | -           |
| MIG | Claudi Juanico          | 1               | -               | -           | -           |
| MIG | A. Beovide              | 1               | 1               | -           | -           |
| MIG | Máximo Llompart         | 1               | -               | -           | -           |
| MIG | Àngel Rodríguez         | -               | -               | -           | -           |
| MIG | Antoni Viles            | -               | -               | -           | -           |
| MIG | Leandro Aguirreche      | -               | -               | -           | -           |
| MIG | Alfred Massana          | -               | -               | -           | -           |
| DAV | José Berdié             | 7               | 2               | 1           | -           |
| DAV | Àngel Ponz              | 6               | 1               | 1           | -           |
| DAV | Gustavo Green           | 5               | -               | 1           | 1           |
| DAV | Despuig                 | 5               | 2               | -           | -           |
| DAV | Guillem Galiardo        | 2               | -               | 1           | 2           |
| DAV | Enric Ponz              | 1               | -               | -           | -           |
| DAV | Domingo Arrillaga       | 1               | -               | -           | -           |
| DAV | Juanito López           | 1               | -               | -           | -           |
| DAV | Matías Colmenares       | 1               | -               | -           | -           |
| DAV | Sebastià Casanellas     | 1               | -               | -           | -           |
| DAV | Francesc Xavier Barenys | -               | -               | 1           | -           |
| DAV | Josep Torrens           | -               | -               | 1           | -           |
| DAV | Josep Graell            | -               | -               | -           | -           |